# Сферихт
Сферихт (Sphaerichthys) — рід лабіринтових риб з родини осфронемових (Osphronemidae), підродина луціоцефалових (Luciocephalinae).
Sphaerichthys перекладається з грецької як «сферична риба»: σφαῖρα = сфера, ἰχθύς = риба.

## Склад роду
Рід включає 4 види з Південно-Східної Азії:
- Sphaerichthys acrostoma  Vierke, 1979 — сферихт акростома; максимальна стандартна (без хвостового плавця) довжина 4,6 см; південний Калімантан[1].
- Sphaerichthys osphromenoides  Canestrini, 1860 — шоколадний гурамі; максимальна загальна довжина 6,0 см; Індонезія (Суматра і Калімантан) і Малайський півострів[2].
- Sphaerichthys selatanensis  Vierke, 1979 — селатанський сферихт; максимальна стандартна довжина 4,0 см; Індонезія (південний Калімантан)[3].
- Sphaerichthys vaillanti  Pellegrin, 1930 — сферихт Вайяна; максимальна стандартна довжина 3,9 см; Індонезія (Калімантан[4]).

## Систематика
Унікальна структура поверхні ікринок, що складається з борозенок, майже рівномірно розподілених у формі спіралі, стала підставою для об'єднання родів Ctenops, Luciocephalus, Parasphaerichthys і Sphaerichthys в одну монофілетичну групу. Монофілетичне походження цієї групи ще більше підтверджується спільною поведінкою інкубації ікри в роті. Подібний тип інкубації зустрічається серед лабіринтових риб лише у деяких видів роду Betta. Крім того, грушоподібна форма ікринок у представників родів Luciocephalus і Sphaerichthys вказує на те, що вони більш тісно пов'язані один з одним. На підставі додаткових синапоморфічних ознак роди Trichogaster, Trichopodus, Sphaerichthys, Luciocephalus, Parasphaerichthys і Ctenops були згруповані у підродину Luciocephalinae.

## Особливості біології
Сферихти — маленькі риби з порівняно високим тілом, сильно стиснуті з боків. Перші промені черевних плавців сильно подовжені у вигляді ниток.
Усі види роду виношують потомство у роті. У S. osphromenoides і S. selatanensis ікру та личинок виношує самка, а у S. vaillanti і S. acrostoma — самець. Цікаво, що це відбивається й на забарвленні риб: у S. osphromenoides і S. selatanensis яскравіше забарвлені самці, а у S. vaillanti і S. acrostoma, навпаки, — самки. Плодючість невисока, становить від 60 до 150 ікринок. Риби відкладають ікру на дно. Тоді той із партнерів, що займатиметься інкубацією, збирає ікринки у рот, точніше у горловий мішок, і відправляється з нею до поверхні води. Тут у затишному куточку батько чи мати перебуває близько 2 тижнів, після чого з рота випливають вже готові мальки.
Як і інші представники підроду лабіринтових риб (Anabantoidei), сферихти мають додатковий дихальний орган, відомий як лабіринтовий апарат. Він допомагає рибам виживати в умовах бідного на кисень середовища.
У природі ці риби мешкають у невеличких стоячих або зі слабкою течією водоймах, розташованих серед густого тропічного лісу. Це так звані «чорні води» з характерним темно-коричневим забарвленням, які мають екстремальні показники: дуже низьку твердість (до 4-5°dH) і показник pH в межах 3,5-6,5.

## Утримання в акваріумі
В неволі досягти природних показників води буває важко. Якщо при утриманні риб ще можна використовувати й твердішу воду, то для розведення дотримання вказаних параметрів є обов'язковим. Тому ці невеличкі за розмірами рибки, не зважаючи на своє гарне забарвлення й цікаву поведінку, в акваріумах зустрічаються рідко.
Найвідомішим в серед акваріумістів є шоколадний гурамі (S. osphromenoides). У невеликих кількостях завозять й інших представників роду. Зокрема, дуже привабливим забарвленням відзначаються сферихти Вайяна, причому в даному випадку в першу чергу це стосується самок.